# Herreruela
Herreruela – gmina w Hiszpanii, w prowincji Cáceres, w Estramadurze, o powierzchni 113,72 km². W 2011 roku gmina liczyła 365 mieszkańców.